# Der Floh
Der Floh (« La Puce ») est un hebdomadaire satirique austro-hongrois illustré de caricatures et publié entre 1869 et 1919.

## Histoire
Sous l'influence la presse satirique de Pest et de Prague, et notamment des Humoristické listy (d), Der Floh introduit à Autriche le journal satirique de grand format, avec lithographie en couleurs à la première page. Son fondateur et l'un de ses premiers et principaux dessinateurs, Karel Klíč, s'est d'ailleurs fait connaître à Pest avant de s'installer dans la capitale autrichienne, où il a importé et développé le genre du portrait-charge à la manière d'André Gill.

## Collaborateurs notables
- Julius Bauer[4]
- Henri Demare[5]
- Nikolaus Duffek (d) (alias Julius Rosen)[4]
- Karl Emil Franzos[4]
- André Gill[6]
- Friedrich Graetz (en)
- Alfred Grévin[6]
- Theodor Herzl[4]
- Lajos Hevesi (en)[4]
- A. Just[4]
- Karel Klíč[2]
- Julius Johann Krassnigg[3],[4]
- Georges Lafosse[6]
- Alexander Landesberg (d)[4]
- Anton Langer (d)[4]
- Julius Gans von Lúdassy (d)[4]
- Moriz Ludassy (en)[4]
- Albert Robida[7],[6]
- Alexander Julius Schindler (d)[4]
- Sigmund Schlesinger (d)[4]
- Daniel Spitzer[4]
- Carl von Stur (d)[2]
- Camillo Walzel[4]
- Theodor Zajaczkowski (d)[2]